# Чехія на зимових Олімпійських іграх 2002
Чехія брала участь в Зимових Олімпійських іграх  2002 року в Солт-Лейк-Сіті (США) втретє за свою історію, і завоювала одну золоту та дві срібні медалі. Збірну країни представляли 19 жінок.

## Золото
- фрістайл, чоловіки, 15 км класика  — Алеш Валента.

## Срібло
- Лижні гонки, жінки, дуатлон 5 км + 5 км  — Катержіна Нойманова.
- Лижні гонки, жінки, 15 км  — Катержіна Нойманова.